# Бастаново
Баста́ново (тат. бостан — «сад») — татарское село в Сасовском районе Рязанской области России. Входит в состав Демушкинского сельского поселения. На окраине села — крупное мусульманское кладбище.

## Географическое положение
Расположено в центральной части района, в 7 км к северо-востоку от райцентра Сасово, на речке Лее, в 6 км выше её устья.
Ближайшие населённые пункты:

- село Кошибеево в 6 км к северо-востоку по асфальтированной дороге;
- посёлок Сенцово в 2 км к юго-западу по асфальтированной дороге;
- деревня Новое Амесьево в 3 км к северо-западу по щебёнчатой дороге.

Ближайшая железнодорожная станция расположена в Сасове.

## Природа
Климат умеренно континентальный. Бастаново расположено в зоне смешанных лесов, на обоих берегах речки Леи — притоке Цны. Почвы преимущественно супесчаные и суглинистые. Высокая степень естественной залесённости территории. Из пород деревьев преобладает сосна, берёза, осина, дуб. Пашня занимает также большую территорию.

## История
До революции 1917 г. относилось к Елатомскому уезду Тамбовской губернии. Имелось две мечети, построенные в 1885 и 1888 гг. Первая мечеть восстановлена, вторая — на Джанга ол — разрушилась в 1980–90-е гг., на её фундаменте поставлено новое деревянное здание мечети.
Первое упоминание в исторических документах относятся к декабрю 1515 г., когда великого князя Василия Ивановича предупреждали из Азова: «пошли, государь, отсель из Азова козаки озовское под твою вотчину на Украйну под Мордву на те же места, которые имали сего лета, а к весне, государь, бий Исуп наряжается, послал к Крыму человека да грамоту чтобы, государь, на весну к нему было пять тысяч, а хотят, государь ити на Ондреева городища да на Бостаново, а мне, государь, то ведомо горазда».
В родословной жителей из села Бастаново говорится о приходе в 1479 г. в Касимов крымского царевича Нур-Девлета, вместе с которым в Касимов из Астрахани переселилось около двух тысяч семей. После его смерти (1491) астраханцы покинули Касимов и основали село Бастан.
Местное татарское население в грамотах, относящихся к XVII в., именуются шацкими, а иногда касимовскими служилыми татарами и мурзами. До причисления в сословие государственных крестьян за отказ принять христианство — несли сторожевую службу по Шацку и вдоль местных засечных линий. Позже получили статус государственных крестьян. Среди наиболее распространенных фамилий — Девликамовы, Тынчеровы, Клеблеевы (Клевлеевы), Канеевы, Барамыковы, Енгалычевы, Симашевы (Симошевы). Реже встречаются Енилеевы, Чекаевы, Сименеевы, Тахтагановы, Котлобулатовы и другие.
Жители Бастанова не относят себя к касимовским татарам, несмотря на брачные связи между ними и общность многих элементов традиционной культуры.
В начале XX в. выходцы из Бастаново основали аул Куликовы Копани в Ставропольском крае.
С 2012 г. в июне-июле проводится день села и сабантуй. 25 июля 2015 г. отмечалось 500-летие села. Действует местная татарская НКА.

## Население
| 1761 | 1900  | 1984 | 1989 | 2002 | 2007 | 2010 |
| ---- | ----- | ---- | ---- | ---- | ---- | ---- |
| 435  | ↗1785 | ↘420 | ↘309 | ↘288 | ↘261 | ↘234 |

## Инфраструктура
Из объектов социальной инфраструктуры наиболее важное значение имеет средняя школа. Действуют две мечети.
В селе 4 улицы: Верхняя, Заречная, Молодёжная, Центральная.
Через Бастаново проходит тупиковая асфальтированная дорога местного значения Сасово — Ласицы. Имеется капитальный железобетонный мост через реку Лею, связывающий в частности две части села на противоположных берегах. Электроэнергию село получает по тупиковой ЛЭП 10 кВ, от подстанции 35/10 кВ «Рожково».

## Транспорт
С райцентром существует автобусное сообщение — пригородный маршрут Сасово — Ласицы, осуществляющий рейсы по понедельникам, субботам и воскресеньям.

## Известные уроженцы
- Тынчеров, Амин Халилович (1907—1980) — советский татарский государственный и политический деятель. Председатель Совета народных комиссаров Татарской АССР (1938—1940).